# Christian Broadcasting Network
Pour les articles homonymes, voir CBN.
Christian Broadcasting Network, ou CBN, est une chaîne de télévision chrétienne évangélique américaine fondée par le télévangéliste Pat Robertson. Le siège social et les locaux de la chaîne sont basés à Virginia Beach, ville de l'État de Virginie.

## Histoire
Christian Broadcasting Network a son origine dans l'achat de la licence d'une chaîne de télévision, WTOV-TV, en 1959 par le pasteur baptiste Pat Robertson, propriétaire d'une compagnie d'électronique à New York et diplômé du New York Theological Seminary,. En 1960, la chaine CBN a été officiellement fondée et la première diffusion a lieu en 1961. Elle paye un accès au premier satellite de retransmission télévisuel Satcom I.
En 1965, Tammy et Jim Baker lance la première émission catholique de télévision pour enfants Le Club 700 sur CBN. Pat Robertson les évince en 1972, et les Baker se rapproche de Paul et Jan Crouch pour créer le Trinity Broadcasting Network, puis la chaîne Praise The Lord (PTL).
En 1982, CBN développe son influence en Israël en reprenant la chaîne chrétienne Middle East TV basée au Liban. En représailles à cette acquisition, une camionette de la Middle East TV est bombardée.
En 1986, alors que 28 millions d'Américains ont accès à CBN via le cable, la chaîne lance un programme d'informations audiovisuelles, CBN News Tonight, dont le concept est de fournir une information d'un point de vue chrétien. Ce programme est finalement interrompu deux mois plus tard. En 1987, alors que de nombreux scandales entachent le monde du télévangélisme, CBN se séparent de 25% de sa masse salariale, soit 500 employés remerciés. 
En 2007, Pat Robertson cède l'exécutif de CBN à son fils Gordon Robertson (qui assurait la production du Club 700) mais se maintient à la présidence de la chaîne. En 2018, CBN lance CBN News Channel, sa nouvelle chaîne d'information en continu. 
En 2022, CBN déclare avoir reçu 321 millions de dollars en donations. Pat Robertson décède en juin 2023 à l'âge de 93 ans.

## Programmes
CBN diffuse principalement des talk shows, des clips musicaux, des reportages, des documentaires, des films ainsi que des séries.
Son émission-phare Le Club 700, est l'une des plus anciennes du paysage télévisuel américain et était diffusée en 39 langues dans 138 pays en 2016.
En 2017, Robertson déclare que 90% de l'audience de la chaîne se trouve en dehors des États-Unis.

## Influence politique
Selon Danuta Soderman qui animait l'émission de la chaîne Le Club 700 de 1983 à 1988, lorsque Pat Robertson se présente à l'élection présidentielle en 1988, CBN devient son instrument politique et l'ambiance en interne change du tout au tout. En 1998, la CBN s'acquitte d'une forte amende auprès du fisc américain pour son rôle joué dans la campagne de Robertson en 1988.
La CBN a été identifiée comme l'un des médias ayant le plus accès au président Donald Trump pour des interviews enregistrées en studio. Cette préférence est attribuable au responsable politique de la chaîne, David Brody (qui a aussi rédigé une biographie « spirituelle » du président). La relation entre la chaîne et l'homme politique a permis à Trump de se rapprocher des audiences à sensibilité religieuse, et à la CBN d'élargir sa ligne éditoriale et donc son audience,. À la suite de l'élection de Trump en 2016, la CBN rénove ses locaux de Washington D.C. et y recrute dix employés supplémentaires. En 2019, la responsable presse Sarah Sanders déclare à l'antenne de la CBN « Dieu a voulu que Trump soit président ».